# توما ماتسودا
توما ماتسودا (باليابانية: 松田 天馬) (11 يونيو 1995 في كوماموتو في اليابان – )؛ هو لاعب كرة قدم سابق كان يلعب كلاعب وسط.

## وصلات خارجية
- توما ماتسودا على موقع رابطة كرة القدم اليابانية للمحترفين (اليابانية)
- توما ماتسودا على موقع قاعدة بيانات كرة القدم.إي يو (الإنجليزية)
- توما ماتسودا على موقع Soccerway.com (الإنجليزية)
- توما ماتسودا على موقع عالم كرة القدم.نت (الإنجليزية)